# Municipio Vinto
Das Municipio Vinto ist ein Verwaltungsbezirk im Departamento Cochabamba im südamerikanischen Anden-Staat Bolivien.

## Lage im Nahraum
Das Municipio Vinto ist eines von fünf Municipios der Provinz Quillacollo. Es grenzt im Nordwesten an die Provinz Ayopaya, im Westen und Süden an das Municipio Sipe Sipe und im Osten und Norden an das Municipio Quillacollo.
Der zentrale Ort des Municipios ist Vinto mit 40.786 Einwohnern im südöstlichen Teil des Municipios. (Volkszählung 2012)

## Geographie
Das Klima in der Hochebene von Cochabamba ist ein subtropisches Höhenklima, das im Jahresverlauf mehr durch Niederschlagsschwankungen als durch Temperaturunterschiede geprägt ist.
Der Jahresniederschlag liegt bei 500 mm und weist eine deutliche Trockenzeit von April bis Oktober auf. Die Jahresdurchschnittstemperatur liegt bei 18 °C, die Monatsdurchschnittswerte schwanken zwischen 15 und 20 °C (siehe Klimadiagramm Cochabamba), die Tageshöchstwerte erreichen zu allen Jahreszeiten 25 bis 30 °C.

## Bevölkerung
Die Einwohnerzahl ist zwischen 1992 und 2024 auf mehr als das Zweieinhalbfache angestiegen:
| Jahr | Einwohner | Quelle       |
| ---- | --------- | ------------ |
| 1992 | 21.448    | Volkszählung |
| 2001 | 31.489    | Volkszählung |
| 2012 | 51.869    | Volkszählung |
| 2024 | 55.773    | Volkszählung |

Die Bevölkerungsdichte des Municipios im Jahr 2024 betrug 264,3 Einwohner/km², der Anteil der städtischen Bevölkerung lag bei 78,6 Prozent.
Die Lebenserwartung der Neugeborenen lag im Jahr 2001 bei 64,2 Jahren.
Der Alphabetisierungsgrad bei den über 19-Jährigen beträgt 85,9 Prozent, und zwar 93,9 Prozent bei Männern und 78,7 Prozent bei Frauen. (2001)

## Politik
Ergebnis der Regionalwahlen (concejales del municipio) vom 4. April 2010:
| Wahl- berechtigte |  | Wahl- beteiligung | gültige Stimmen |  | MAS-IPSP | P.V.   | RE TO  | UNE    | MSM   | UN-CP | PDC   |
| ----------------- |  | ----------------- | --------------- |  | -------- | ------ | ------ | ------ | ----- | ----- | ----- |
| 25.326            |  | 22.019            | 16.055          |  | 7.030    | 3.184  | 2.152  | 1.674  | 1.195 | 668   | 152   |
|                   |  | 86,9 %            | 72,9 %          |  | 43,8 %   | 19,8 % | 13,4 % | 10,4 % | 7,4 % | 4,2 % | 0,9 % |

Ergebnis der Regionalwahlen (elecciones de autoridades políticas) vom 7. März 2021:
| Wahl- berechtigte |  | Wahl- beteiligung | gültige Stimmen |  | MAS-IPSP | SÚMATE  | UNIDOS.CBBA | MTS    | C-A    | SOMOS  | PAN-BOL |
| ----------------- |  | ----------------- | --------------- |  | -------- | ------- | ----------- | ------ | ------ | ------ | ------- |
| 41.798            |  | 35.893            | 31.727          |  | 18.842   | 6.773   | 2.740       | 1.306  | 734    | 727    | 244     |
|                   |  | 85,87 %           | 88,39 %         |  | 59,39 %  | 21,35 % | 8,64 %      | 4,12 % | 2,31 % | 2,29 % | 0,77 %  |

## Gliederung
Das Municipio Vinto untergliederte sich im Jahr 2001 in die folgenden vier Kantone (cantones):
- 03-0904-01 Kanton Vinto – 17 Ortschaften – 48.407 Einwohner (2001: 24.766 Einwohner)
- 03-0904-02 Kanton Anocaraire – 7 Ortschaften – 2.283 Einwohner (2001: 3.211 Einwohner)
- 03-0904-03 Kanton Machac Marca – 13 Ortschaften – 1.179 Einwohner (2001: 990 Einwohner)

## Ortschaften im Municipio Vinto
- Kanton Vinto
  - Vinto 40.786 Einw. – Pairumani 1391 Einw. – Viloma Grande 1068 Einw. – Potrero 932 Einw. – Coachaca Grande 743 Einw. – Falsuri 652 Einw. – Thiomoko 583 Einw. – Vilomilla 546 Einw.

- Kanton Anocaraire
  - Combuyo 1199 Einw.

- Kanton Machac Marca